# GIT ReinRaumTechnik und GIT SterilTechnik
Die Fachzeitschrift ReinRaumTechnik richtet sich an die Betreiber und Nutzer von Reinräumen in Forschung und Industrie. Im Fokus stehen neueste Entwicklungen in Reinraumbau und -planung, Lüftungstechnik, Partikelmonitoring sowie in Reinraumbekleidung und -reinigung. Die Anwendungen stammen aus der Medizin und aus der industriellen Fertigung von Halbleitern, Lebensmitteln, pharmazeutischen und biotechnologischen Produkten.
Die Rubrik SterilTechnik befasst sich mit erforderlichen sterilen bzw. hygienischen Produktionsbedingungen für die genannten Prozessindustrien sowie mit der Steriltechnik im Krankenhaus. Themen sind aseptische Prozesstechniken, Hygienic Design im Apparate- und Anlagenbau, Reinstmedien, Monitoring, Validierung und Good Manufacturing Practice, sterile Abfüllung und Verpackung sowie die Bioprozesstechnologie.
GIT ReinRaumTechnik erscheint quartalsweise im GIT Verlag mit Verbreitung im deutschsprachigen Raum (Deutschland, Österreich, Schweiz) in einer Auflage von 14.000 Exemplaren.